# Chongryon
A Associação Geral de Residentes Coreanos no Japão (em coreano: 재일본조선인총련합회 Chae Ilbon Chosŏnin Ch'ongryŏnhaphoe; japonês: 在日本朝鮮人総聯合会 Zai-Nihon Chōsenjin Sōrengōkai), abreviada para Chongryon (coreano: 총련; japonês: 朝鮮総連) ou ainda Chōsen Sōren, (coreano: 조선총련; japonês: 朝鮮総連) é uma das duas principais organizações para coreanos no Japão (conhecidos como Zainichi) e tem laços estreitos com a República Popular Democrática da Coreia. Como não há relações diplomáticas entre os dois Estados, ela tem funcionado como a embaixada de facto da Coreia do Norte no Japão. A Associação apoia a Coreia do Norte e suas atividades e movimentos são guiados pela ideologia Juche.
A sede da Chongryon é localizada em Chiyoda, Tóquio, e há escritórios e filiais nas províncias e regionais em todo o Japão. No entanto, a organização enfrentou sérios problemas financeiros, com dívidas de mais de 750 milhões de dólares, e foi condenada pelo tribunal em 2012 a se desfazer da maioria de seus ativos, incluindo sua sede em Tóquio. É dirigida por Ho Jong-man, Presidente do Comité Central Permanente, desde 2012.
Chongryon é a segunda organização de residentes coreanos no Japão atrás do grupo Mindan, favorável à Coreia do Sul e à integração dos coreanos na cultura japonesa. Ao longo de sua história, a organização teve várias disputas com o Governo do Japão sobre a colaboração da Chongryon com a Coreia do Norte e seu suposto envolvimento em sequestros de cidadãos japoneses na década de 1970 e posteriores. A associação administra escolas, universidades, empresas, bancos e clubes esportivos juvenis.

## História

### Nacionalidade coreana no Japão
A origem da maioria dos coreanos étnicos que residem no Japão baseia-se em cidadãos que marcharam para aquele país como emigrantes durante a ocupação japonesa da Coreia, trabalhadores forçados durante a Segunda Guerra Mundial ou refugiados de guerra. Até 1945, todos os cidadãos coreanos tinham nacionalidade japonesa. Quando a ocupação japonesa da Coreia terminou em 1945, a situação dos coreanos foi deixada em uma posição ambígua pois por vários anos não houve um governo estabelecido na península coreana. O Governo do Japão criou então o termo Joseon, uma nacionalidade provisória inspirada da dinastia Chosŏn, o período anterior à ocupação da península pelos japoneses.
A proclamação da independência da República Popular Democrática da Coreia e da República da Coreia em 1948 removeu a validade da nacionalidade Joseon, e o governo japonês deu ao povo coreano a opção de adotar a nacionalidade sul-coreana ou manter japonês. No entanto, o Japão não reconheceu a Coreia do Norte como um regime da península coreana, então os coreanos que eram a favor desse regime mantiveram a nacionalidade Joseon.

### Criação da Chongryon
A Associação foi estabelecida em 1955 através da recém-criada Frente Democrática Unificada da Coreia no Japão após a Associação de Coreanos no Japão, que foi formada em 1945, ter sido dissolvida como uma "organização violenta" pelo Quartel General do Comandante Supremo das Forças Aliadas, conhecido no Japão GHQ (General Headquarters). A Associação foi dissolvida porque ela estaria supostamente envolvida em várias altercações produzidas nas manifestações de Primeiro de Maio de 1952. Por sua vez, a Mindan, organização favorável à Coreia do Sul, surgiu em 1946.
Em 1952, o líder norte-coreano Kim Il-sung contatou coreanos étnicos no Japão para coordenar um movimento que manteria laços com a RPDC e lutaria não por uma revolução, mas pela reunificação da Coreia de uma perspectiva socialista. Graças ao apoio de diferentes movimentos de esquerda e setores da população coreana residente no Japão, em 25 de maio de 1955, foi oficialmente constituída a Associação Geral de Residentes Coreanos no Japão.
Durante seus primeiros anos, Chongryon liderou campanhas para persuadir os coreanos do Japão a emigrar para a RPDC, que eles descreveram como o "paraíso terrestre" socialista. Nos primeiros anos, eles conseguiram levar 87 000 coreanos e 6 000 esposas japonesas para o norte, uma campanha à qual Mindan se opôs fortemente. Nos anos seguintes, a organização desenvolveu uma rede de centros educacionais para a população coreana do Japão.
Até a década de 1970, Chongryon era a organização coreana com mais afiliados no Japão, bem como uma das mais influentes politicamente. No entanto, o desenvolvimento econômico da República da Coreia, a disparidade econômica e as crises sucessivas na República Democrática da Coreia levaram muitos coreanos a mudarem para a Mindan. Nos últimos anos, o governo japonês teve acirradas disputas com Chongryon sobre seu envolvimento com o regime norte-coreano.

## Ideologia
Chongryon proclama em seus estatutos que todas as suas atividades são baseadas e organizadas em torno da ideologia Juche, a base ideológica da Coreia do Norte, e a reunificação pacífica da Coreia é definida como seu objetivo.
O único governo que a Chongryon reconhece na Coreia é o da República Popular Democrática da Coreia, que eles chamam de "mãe pátria" (sokoku) ou "república" (kyowakoku), e rejeitam categoricamente o nome Coreia do Norte, marcando entre suas atividades campanhas para que a mídia não se refira ao Estado dessa forma. Nem reconhecem como país a República da Coreia, que é chamada de "Chosŏn do Sul" (Minami Chōsen).
O grupo se define como um órgão representativo dos cidadãos norte-coreanos no Japão e rejeita que eles sejam considerados uma minoria étnica. Ele também se opõe à integração dos coreanos à sociedade japonesa, com ações como chamar uniões entre diferentes etnias de "casamentos internacionais" ou pedir a seus membros que não participem das eleições democráticas japonesas.

## Atividades

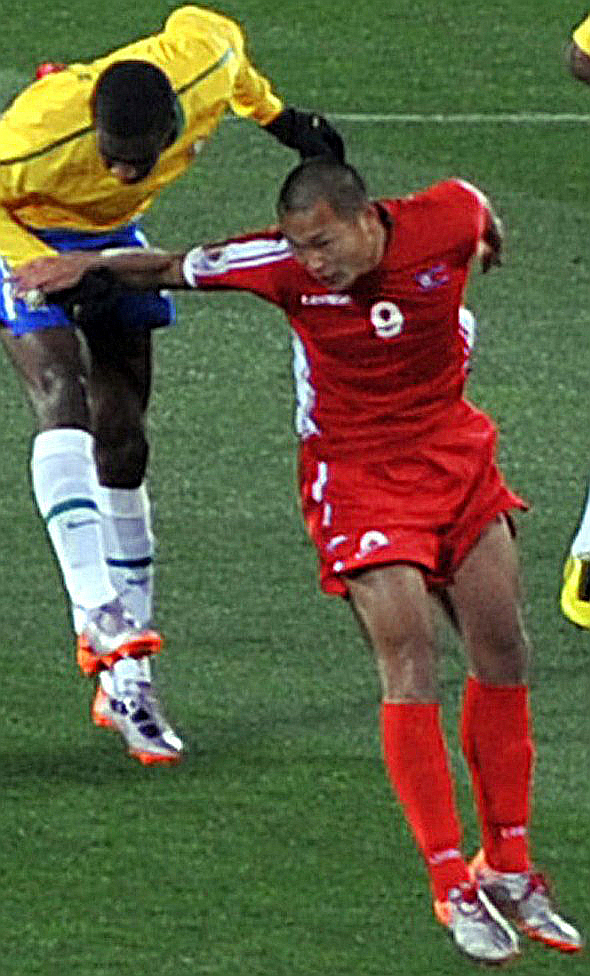
O futebolista Jong Tae-se foi educado no sistema educacional da Chongryon

A Chongryon realiza atividades de apoio para seus membros e outros cidadãos coreanos no Japão, como aconselhamento jurídico e assistência de emprego. Também é responsável pela gestão dos passaportes norte-coreanos, atuando de facto como sua embaixada naquele país, e organiza viagens e visitas educacionais para a RPDC para seus afiliados. Chongryon gerencia o único transporte do Japão para a Coreia do Norte, a balsa Mangyongbong-92 que sai de Niigata para Wonsan.
Existem várias empresas afiliadas à Chongryon, como bancos, restaurantes ou salas de jogos. Seu negócio mais importante é o pachinko, do qual cerca de um terço de todas as lojas japonesas são controladas por esta organização. Grande parte do lucro obtido pelas empresas Chongryon vai para o governo e atividades na Coreia do Norte. O grupo também publica um jornal (Choson Shimbun), além de revistas e panfletos, possui equipes esportivas e realiza atividades culturais.

### Educação
O grupo também mantém sua influência por meio de sua presença no sistema educacional. Chongryon administra 60 escolas particulares para coreanos no Japão, conhecidas como chosen gakko em japonês, três creches e a Universidade da Coreia, localizada em Tóquio. Todas as aulas e conversas nesses centros devem ser no idioma coreano, e as matérias ensinadas são influenciadas pelo sistema educacional norte-coreano. Nesse sentido, como na Coreia do Norte, as salas de aula contém retratos dos líderes Kim Il-sung e Kim Jong-il.
A lei do Japão não reconhece essas instituições como estabelecimentos de ensino, e o número de participantes caiu de 46 000 na década de 1970 para mais de 15 000 em 2004 porque muitos residentes coreanos e membros da Mindan preferem enviar seus filhos às escolas japonesas. Embora os centros Chongryon tenham sido originalmente financiados pelo Governo da Coreia do Norte, as dificuldades econômicas naquele país forçaram algumas escolas a buscar financiamento de terceiros ou encerrar suas atividades.

#### Escolas e instituições sob Chongryon
- 3 jardins de infância
- 19 escolas primárias
- 34 escolas combinadas de ensino fundamental e ensino médio
- 5 escolas combinadas de ensino fundamental, ensino secundário e médio
- 2 escolas secundárias
- 3 escolas secundárias combinadas
- 1 universidade – Universidade da Coreia (Japão)
- 8 bancos
- Associação Coreana de Ciência e Tecnologia Zainichi
- Agência de viagens "Chugai Travel"

## Controvérsias
A associação É uma "associação sem direitos e capacidades", sem personalidade jurídica. Vários funcionários, incluindo o presidente da Associação, são também deputados norte-coreanos (membros da Assembleia Nacional). Devido à sua história de envolvimento na questão norte-coreana com vários antigos membros como fundadores no passado, levando ao incidente da Força de Defesa da Pátria (祖国防衛隊) e ao incidente do Moon Seokwang (文世光事件), foi designada pela Agência de Inteligência de Segurança Pública (公安調査庁) como uma organização a ser investigada pela Lei de Prevenção de Atividades Destrutivas (破壊活動防止法).
As instituições do Japão e Chongryon mantiveram relações tensas ao longo de sua história devido ao apoio da organização à Coreia do Norte e seu poder de influência sobre parte dos residentes coreanos. Nesse sentido, o governo japonês os acusou de transferir dinheiro para o regime, de espionagem e até de suposta colaboração no sequestro de cidadãos japoneses pelo governo norte-coreano, que foram transferidos contra sua vontade para Pyongyang. As campanhas de Chongryon para que os cidadãos coreanos emigrem para a Coreia do Norte e as crises causadas pelo programa nuclear norte-coreano aumentaram a suspeita da organização por parte da sociedade japonesa.
Chongryon denunciou repetidamente ser objeto de suposta discriminação contra a sociedade coreana no Japão e, durante anos, recebeu ameaças de grupos ideológicos nacionalistas japoneses de extrema direita. Nesse sentido, as maiores altercações acontecem nos centros educacionais do grupo coreano, com insultos e ataques contra alunos e professores que vêm sendo investigados pelo Ministério da Justiça japonês.